# Rodolfo Alchourron
Rodolfo Carlos Alchourron (n. Buenos Aires, 25 de abril de 1934; m. Ibidem, 16 de mayo de 1999), fue un destacado músico compositor, director de orquesta y guitarrista argentino de tango y fusión con jazz y rock. En la década de 1970 fundó el conjunto Sanata y Clarificación. Fue profesor en la Escuela de Música Popular de Avellaneda y publicó varios libros sobre arreglos. Grabó nueve álbumes.

## Biografía
Rodolfo Alchourron se inició con la música clásica, estudiando armonía y composición con Alberto Ginastera, Julián Bautista, Jacobo Fischer y Francisco Kröpfl y guitarra con Antonio Sinópoli. En 1966 recibiría el premio de la revista Buenos Aires Musical por su cuarteto de cuerdas.
En la década de 1950 giró bruscamente su foco de interés hacia la música popular y más concretamente el jazz. Participó primero del legendario Bop Club Argentino, para integrarse luego a la Agrupación Nuevo Jazz Sextet liderada por Santiago Giacobbe, junto a Jorge Gonzalez (bajo), Rubén Barbieri (trompeta), Chivo Borraro (saxo tenor), Gato Barbieri (saxo tenor), Alfredo Wulff (trombón) y Eduardo Casalla (batería).
Alchourron no se acercó al género jazz como "músico de jazz", sino en virtud de las amplias posibilidades musicales que el jazz le abría.

Así escribió música, no para grupos de jazz, sino para conjuntos liberados de las limitaciones de estilos.
René Vargas Vera

A comienzos de la década de 1970 integró el primer cuarteto que creó Rodolfo Mederos, junto a Eric Schneider y Fernando Romano y poco después creó el conjunto Sanata y Clarificación, que funcionó entre 1970 y 1974 y que fue un referente clave de la fusión del jazz, el tango y el rock. Por Sanata y Clarificación pasaron músicos como Rodolfo Mederos, Santiago Giacobbe, Rubén Barbieri, Gustavo Bergalli, Osvaldo López, Adalberto Cevasco, Mario Tenreyro, entre otros.
En 1978 se radicó en Nueva York, Estados Unidos, donde permaneció hasta 1989. Allí fundó el conjunto Southern Exposure y compuso temas de fusión entre el jazz y los ritmos folklóricos sudamericanos.
En 1982 recibió el segundo premio por su tema de jazz "Mercado de pulgas" en el concurso internacional de Mónaco.
Astor Piazzolla le encargó la reelaboración y dirección de Dangerous games, obra de aquel de teatro-danza que fue estrenada exitosdamente en los Estados Unidos durante 1988 y 1989.
En 1990 volvió a radicarse en Buenos Aires donde fundó varios conjuntos: Mientras Dure, Ventana al Espacio, Talismán y Tango A Destiempo.
Escribió los libros Composición y arreglos de música popular y Ad libitum - Elementos de improvisación, editados por Ricordi Americana. Un tercer libro, Tema y arreglo, permanece inédito.
Su cuerpo descansa en el Panteón de la Sociedad Argentina de Autores y Compositores en el Cementerio de la Chacarita.

## Discografía
- Sanata y clarificación (1972)
- Sanata y clarificación vol. 2 (1974)
- Canto y clarificación (1976)
- Parabola (1980)
- To Be So Far Away (1984)
- Telelito (1987)
- Una fábula (1988)
- Talismán (1994)
- Tango a destiempo (1998)